# エックスキューシー
xQc（エックスキューシー、本名：フェリックス・ランジェル、Félix Lengyel, フランス語発音: [feliks lɑ̃ʒɛl]; 1995年11月12日 - ) は、カナダのYouTuber、Twitchストリーマー、インターネットセレブリティ。
主に2016年から2019年までオーバーウォッチを実況している。

## 人物
1995年11月12日、カナダ・ケベック州ラヴァルで生まれる。ハンガリー系カナダ人である。